# TED Notepad
TED Notepad je freewarový textový editor pro platformu Windows, použitelný také jako rychlý editor zdrojových kódů. Program vznikl na půdě Matematicko-fyzikální Fakulty Univerzity Karlovy v Praze, jako projekt studenta Juraje Šimloviče.
TED Notepad je navržen pro snadnou i pokročilou editaci textů a pro vyhledávání v nich. Podporuje jenom základní textové formátování, a tak umožňuje bezpečnou editaci zdrojových souborů typu PHP, HTML nebo Java, kde náhodné formátovací znaky nejsou povoleny. Aplikace funguje podobně jako Poznámkový blok a zachovává jeho rychlost i vzhled.
Program je v oficiální verzi k dispozici v angličtině, další jazyky jsou k dispozici v rámci neoficiálních jazykových "hacků", které jsou je stažení na stránkách autora – konkrétně jde o francouzštinu, čínštinu a zjednodušenou čínštinu a jako poslední i češtinu.